# 恒川惠市
恒川 惠市（つねかわ けいいち、1948年2月13日 - ）は、日本の政治学者。東京大学名誉教授。専門は、比較政治学・ラテンアメリカ政治。

## 来歴
千葉県出身。千葉県立佐原高等学校卒、1971年東京大学教養学部国際関係論専攻卒、1980年同大学院博士課程満期退学、1979年コーネル大学政治学部大学院博士課程満期退学（1989年博士号取得）。
1980年東京大学教養学部助手、1981年助教授、1991年教授、2008年政策研究大学院大学教授、2008年10月国際協力機構（JICA）の組織改編に伴って新設された、JICA研究所の初代所長に就任した。2011年4月 - 2014年3月政策研究大学院大学副学長、JICA研究所シニアリサーチアドバイザー。2014年4月より政策研究大学院大学特別教授。

## 受賞歴
- 1986年、大平正芳記念賞。
- 2024年、『新興国は世界を変えるか』で第25回読売・吉野作造賞を受賞[2]。

## 著書

### 単著
- 『従属の政治経済学 メキシコ』（東京大学出版会, 1988年）
- 『企業と国家』（東京大学出版会, 1996年）
- 『比較政治――中南米』（放送大学教育振興会、2008年）
- 『新興国は世界を変えるか――29ヵ国の経済・民主化・軍事行動』（中央公論新社〈中公新書〉、2023年）

### 共著
- （浦野起央・大隈宏・谷明良・山影進）『国際関係における地域主義――政治の論理・経済の論理』（有信堂高文社, 1982年）
- （細野昭雄）『ラテンアメリカ危機の構図――累積債務と民主化のゆくえ』（有斐閣, 1986年）

### 編著
- 『アメリカ論（2）中南米』（放送大学教育振興会, 1991年）
- 『岩波講座開発と文化（6）開発と政治』（岩波書店, 1997年）
- 『民主主義アイデンティティ――新興デモクラシーの形成』（早稲田大学出版部, 2006年）
- 『大震災に学ぶ社会科学 (7) 大震災・原発危機下の国際関係』（東洋経済新報社、2015年）

### 共編著
- （猪口孝・田中明彦・薬師寺泰蔵・山内昌之）『国際政治事典』（弘文堂, 2005年）
- （大貫良夫・落合一泰・国本伊代・松下洋・福嶋正徳）『新版 ラテンアメリカを知る事典』（平凡社、2013年）